# Ekonomsko glasovanje
Ekonómsko glasovánje (angleško economic voting) je v politologiji teoretična perspektiva, ki trdi, da na izbiro volivcev močno vplivajo gospodarske razmere v njihovi državi v času volitev. V skladu s klasično obliko te perspektive volivci bolj volijo aktualno vladajočega kandidata in stranko, ko gre gospodarstvu dobro, kot takrat, ko mu gre slabo. Teza je bilo podprta s številnimi empiričnimi dokazi. Obstaja obsežna literatura, ki kaže, da gospodarske razmere v svetovnih demokracijah vplivajo volilne rezultate. Ekonomsko glasovanje je manj verjetno, če je volivcem težje pripisati ekonomsko uspešnost določenim strankam in kandidatom.
Raziskave o ekonomskem glasovanju združujejo disciplini politologije in ekonomije z uporabo ekonometričnih tehnik. Ekonomsko glasovanje je bilo razdeljeno v več kategorij, med drugim žepno glasovanje (na podlagi posameznih pomislekov) v primerjavi s sociotropnim glasovanjem (na podlagi gospodarstva na splošno), pa tudi retrospektivno glasovanje (na podlagi prejšnjih gospodarskih trendov) v primerjavi s prospektivnim glasovanjem. Raziskave, izvedene v Združenih državah Amerike, so pokazale, da so ameriški volivci na predsedniških volitvah navadno sociotropni in retrospektivni. Ko aktualno vladajoči kandidat na predsedniških volitvah v Združenih državah Amerike ne kandidira, je izbira ekonomskih volivcev ponavadi izjemno obetavna. Eden najvidnejših izrazov perspektive ekonomskega glasovanja je prišel, ko je James Carville, glavni strateg za predsedniško kampanjo Billa Clintona leta 1992, v volilno pisarno namestil napis »To je gospodarstvo, neumnež!« (angleško: »It's the economy, stupid!«). Raziskave v Združenih državah Amerike kažejo, da volivci kaznujejo predsednikovo stranko na predsedniških, senatnih, predstavniških volitvah, guvernerskih in državnih zakonodajnih volitvah, kadar gre lokalnemu gospodarstvu slabo.
Obstajajo empirični dokazi, ki kažejo, da v Indiji obstaja pozitivno razmerje med gospodarsko rastjo in splošnimi možnostmi ponovne izvolitve, kar pomeni, da je gospodarstvo pomembno za rezultate volitev v Indiji. Medtem ko Gupta in Panagariya (2014) ter Vaishnav in Swanson (2015) preučujeta korelacijo ob prelomu tisočletja, Chanchal Kumar Sharma in Wilfried Swenden (2019) preučujeta in vzpostavljata trajnejšo povezavo med gospodarskim upravljanjem in spremembo strankarskega sistema v Indiji. Teorija gospodarskega upravljanja, ki sta jo predlagala Chanchal Kumar Sharma in Wilfried Swenden, nakazuje, da so volivci v veliki meri imeli državne uveljavljene družbe za gospodarski uspeh ali neuspeh v skladu s paradigmo ukazno-gospodarske paradigme, državne uveljavljene družbe pa v okviru paradigme tržnega gospodarstva. Ko so reforme prostega trga državam omogočile razvoj lastnih gospodarskih in socialnih politik, so bili podnacionalni in ne nacionalni politični voditelji, ki so pogosto predstavljali regionalne ali državne stranke, vse bolj odgovorni za spremembe v gospodarskem življenju držav, ki so jim vladali. Pomembnost gospodarskih vprašanj (zlasti brezposelnosti in pomanjkanja splošnega razvoja v času mandata državnih voditeljev) na skupščinskih volitvah po letu 2019 v Haryani in Maharashtri potrjuje to tezo.
Študija iz leta 2021 je odkrila dokaze o ekonomskem glasovanju na vseh predsedniških volitvah v ZDA, vse do Georgea Washingtona.